# Král džungle
Král džungle je úspěšná americká bláznivá dobrodružná komedie z roku 1997 podle animovaného seriálu. Bylo natočeno i neúspěšné pokračování filmu. Natočen byl i novější animovaný seriál. Hlavními postavami jsou George z džungle (Brendan Fraser), muž který jako nemluvně spadl v letadle; Lyle Van de Groot (Thomas Haden Church), bohatý záporák; Ursula Stanhope (Leslie Mann), dobrodružka kterou George zachrání; Betsy (Kelly Miller), Uršulina nejlepší kamarádka; Ape (John Cleese), Georgův učitel; Beatrice (Holland Taylor), Uršulina matka; Max a Thor (Greg Cruttwell a Abraham Benrubi), lovci; Kwamme (Richard Roundtree), překladatel; Arthur (John Bennett Perry), Uršulin otec; dalšími důležitými postavami je taky trojice afrických průvodců . Ve filmu se mluví jak anglicky, tak svahilsky. Režie se ujal Sam Weisman, scénář napsala Dana Olsen.